# 최민수 (가수)
최민수는 1970년생으로 메탈 그룹 크라티아의 보컬로 가수 생활을 시작했다.
1990년 솔로로 전향하였으며, 1994년 발표한 '의미없는 시간'이 그의 대표곡이다. 무대 영상 이 곡은 MBC 테마게임의 주제가(엔딩곡)로도 매우 유명했다. 참고로 오프닝곡은 김건모의 테마게임이 쓰였다.

## 앨범
- 1993.11  최민수 1집 이제 다시
- 1994.10  Two Men Story
- 1995.06  최민수 2집
- 1997.01  Innocence
- 1998.05  순정
- 2015.06  Wait

## 경력
- 그룹 '크라티아' 멤버